# Ponceau 6R
Le Ponceau 6R (également nommé Rouge Ponceau GR, Crystal ponceau 6R, Crystal scarlet, Brilliant crystal scarlet 6R, C.I. Acid Red 44, ou C.I. 16250) est un colorant azoïque rouge. Le ponceau 6R est un colorant organique synthétique, interdit en Europe au niveau alimentaire (E126) depuis le 1er janvier 1977.

## Risques pour la santé
Risques d'allergie chez les personnes intolérantes aux salicylates (dont l'aspirine).